# 里瓦福拉达
里瓦福拉达（西班牙語：Ribaforada）是西班牙纳瓦拉的一个市镇。总面积29平方公里，总人口3742人（2018年），人口密度128人/平方公里。